# 1981 في الولايات المتحدة
فيما يلي قوائم الأحداث التي وقعت خلال عام 1981 في الولايات المتحدة.

## أحداث
- 31 مارس – محاولة اغتيال رونالد ريغان
- 22 سبتمبر – الخطوط الجوية الشرقية الرحلة 935

## سياسة

### تعيين في المنصب
- 1 يناير – جيف سيشنز وكيل وزارة العدل الأميركية.
- 3 يناير – آل داماتو عضو مجلس الشيوخ الأمريكي.
- 3 يناير – آلان ج. ديكسون عضو مجلس الشيوخ الأمريكي.
- 3 يناير – ارلين سبكتر عضو مجلس الشيوخ الأمريكي.
- 3 يناير – بارني فرانك عضو مجلس النواب الأمريكي.
- 3 يناير – تشاك شومر عضو مجلس النواب الأمريكي.
- 3 يناير – توم لانتوس عضو مجلس النواب الأمريكي.
- 3 يناير – جاك كمب رئيس المؤتمر الجمهوري لمجلس النواب الأمريكي [الإنجليزية]‏.
- 3 يناير – دان كوتس عضو مجلس النواب الأمريكي.
- 3 يناير – دان كويل عضو مجلس الشيوخ الأمريكي.
- 3 يناير – سليد غورتون عضو مجلس الشيوخ الأمريكي.
- 8 يناير – جيم دوغلاس Secretary of State of Vermont [الإنجليزية]‏.
- 20 يناير – باربرا بوش السيدة الثانية للولايات المتحدة.
- 20 يناير – جيمس برادي السكرتير الصحفي للبيت الأبيض.
- 20 يناير – رونالد ريغان رئيس الولايات المتحدة.
- 20 يناير – نانسي ريغان السيدة الأولى للولايات المتحدة.
- 21 يناير – كاسبار واينبرغر وزير الدفاع الأمريكي.
- 22 يناير – ألكسندر هيغ وزير الخارجية الأمريكي.
- 22 يناير – بول ولفويتس Director of Policy Planning [الإنجليزية]‏.
- 22 يناير – دونالد ريغان وزير الخزانة الأمريكي.
- 23 يناير – جيمس إدواردز وزير الطاقة الأمريكي.
- 30 مارس – لاري سبيكس السكرتير الصحفي للبيت الأبيض.
- 6 أبريل – بيرني ساندرز عمدة برلينغتون، فيرمونت.

### انتهاء فترة المنصب
- 1 يناير – كليفورد ألكسندر، الابن وزير الجيش الأمريكي [الإنجليزية]‏.
- 3 يناير – جورج ماكغفرن عضو مجلس الشيوخ الأمريكي.
- 3 يناير – دان كويل عضو مجلس النواب الأمريكي.
- 3 يناير – هنري لويس بيلمن عضو مجلس الشيوخ الأمريكي.
- 3 يناير – هيرمان تالمادج عضو مجلس الشيوخ الأمريكي.
- 5 يناير – توماس لي جج حاكم مونتانا [الإنجليزية]‏.
- 12 يناير – أوتيس ر بوين حاكم إنديانا [الإنجليزية]‏.
- 19 يناير – بنيامين ريتشارد سيفيلتي نائب عام الولايات المتحدة.
- 19 يناير – بيل كلينتون حاكم أركنساس  [لغات أخرى]‏.
- 20 يناير – أنتوني ليك Director of Policy Planning [الإنجليزية]‏.
- 20 يناير – إدموند موسكي وزير الخارجية الأمريكي.
- 20 يناير – تشارلز دنكان الابن وزير الطاقة الأمريكي.
- 20 يناير – جودي باول السكرتير الصحفي للبيت الأبيض.
- 20 يناير – جيمي كارتر رئيس الولايات المتحدة.
- 20 يناير – روزالين كارتر السيدة الأولى للولايات المتحدة.
- 20 يناير – زبغنيو بريجينسكي مستشار الأمن القومي الأمريكي.
- 20 يناير – سيسل أندروس وزير داخلية الولايات المتحدة.
- 20 يناير – نيل غولدشميت وزير النقل الأمريكي.
- 20 يناير – هارولد براون وزير الدفاع الأمريكي.
- 20 يناير – وارن كريستوفر نائب وزير خارجية الولايات المتحدة [الإنجليزية]‏.
- 30 مارس – جيمس برادي السكرتير الصحفي للبيت الأبيض.

## رياضة
- 1 يناير – أمريكا المفتوحة 1981

## ظهور
- 1 يناير – سونيك يوث
- 1 يناير – موتلي كرو
- 1 يوليو – بيستي بويز

## أفلام
من الأفلام التي صدرت هذه السنة في الولايات المتحدة:
- 1 يناير – آلة تشاركي من إخراج بيرت رينولدز.
- 1 يناير – أبو الهول من إخراج فرانكلين شافنر.
- 1 يناير – أبوة من إخراج ديفيد شتاينبرغ (ممثل).
- 1 يناير – أسد الصحراء من إخراج مصطفى العقاد.
- 1 يناير – البحث عن النار من إخراج جان جاك أنو.
- 1 يناير – الثور الهائج من إخراج مارتن سكورسيزي.
- 1 يناير – الحب اللانهائي من إخراج فرانكو زافاريلي.
- 1 يناير – الهروب إلى النصر من إخراج جون هيوستن.
- 1 يناير – اني ويتش واي يو كان من إخراج بادي فان هورن.
- 1 يناير – ذا إيفل ديد من إخراج سام رايمي.
- 1 يناير – ذا كانونبول رن من إخراج هال نيدهام.
- 1 يناير – ريدز من إخراج وارن بيتي.
- 1 يناير – هالوين 2 من إخراج جون كاربنتر، ريك روزنتال.
- 7 مارس – ابنة عامل المناجم من إخراج مايكل أبتيد.
- 30 أبريل – يوم الجمعة الثالث عشر الجزء الثاني من إخراج شون كونينغهام، ستيف مينر.
- 12 يونيو – سارقو التابوت الضائع من إخراج ستيفن سبيلبرغ.
- 17 يوليو – آرثر من إخراج ستيف غوردون (مخرج).
- 21 أغسطس – مستذئب أمريكي في لندن من إخراج جون لانديس.
- 19 سبتمبر – أناس عاديون من إخراج روبرت ريدفورد.
- 4 ديسمبر – سوبرمان 2 من إخراج ريشارد دونر، ريتشارد ليستير.

## برامج ومسلسلات وأنمي
- السنافر

## موسيقى

### أغاني
من الأغاني التي صدرت هذه السنة في الولايات المتحدة:
- 13 نوفمبر – برينغين أون ذا هارتبريك من غناء ماريا كاري.

## كتب
من الكتب التي صدرت هذه السنة في الولايات المتحدة:
- 1 يناير – جومانجي من تأليف كريس فان آلسبورغ.
- 1 يناير – عيون الظلام من تأليف دين كونتز.
- 1 يناير – قلب امرأة من تأليف مايا أنجيلو.

## مواليد

### يناير
- 1 يناير – إليزابيث ميريويذر
- 1 يناير – إيدن ريجل
- 1 يناير – جيريمي بوب ممثل أمريكي.
- 2 يناير – كيرك هينريتش لاعب كرة سلة أمريكي.
- 3 يناير – مقتل بولي كلاس
- 3 يناير – ملفين ساندرز لاعب كرة سلة أمريكي.
- 7 يناير – ريس غاينز لاعب كرة سلة أمريكي.
- 7 يناير – ماركيز دانييلز لاعب كرة سلة أمريكي.
- 10 يناير – براين جو موسيقي كوري جنوبي.
- 10 يناير – جاريد كوشنر رجل أعمال أمريكي.
- 13 يناير – شاد جاسبارد
- 15 يناير – إلفين أيالا ملاكم من الولايات المتحدة الأمريكية.
- 15 يناير – بيتبول
- 16 يناير – مات غودفري ملاكم من الولايات المتحدة الأمريكية.
- 16 يناير – نيك فالنسي
- 17 يناير – راي جي
- 17 يناير – سكوت ميكلوفيتش ممثل أمريكي.
- 19 يناير – كريس وارن لاعب كرة سلة أمريكي.
- 20 يناير – جيسون ريتشاردسون لاعب كرة سلة من الولايات المتحدة الأمريكية.
- 21 يناير – اماندا عداي ممثلة أمريكية.
- 21 يناير – شون ريدج
- 22 يناير – كاميرون إكولز لاعب كرة سلة من الولايات المتحدة الأمريكية.
- 23 يناير – جوليا جونز ممثلة أمريكية.
- 23 يناير – دانتي سوانسون لاعب كرة سلة من الولايات المتحدة الأمريكية.
- 24 يناير – كاري كون ممثلة أمريكية.
- 25 يناير – أليشيا كيز
- 26 يناير – رونالد دوبري لاعب كرة سلة أمريكي.
- 26 يناير – فرناندو أورلاندو فيلاردز ملاكم من الولايات المتحدة الأمريكية.
- 28 يناير – إليجاه وود ممثل أمريكي.
- 28 يناير – مارك بيري لاعب كرة سلة أمريكي.
- 30 يناير – جوناثان بندر لاعب كرة سلة أمريكي.
- 31 يناير – جستين تيمبرلك مغني وممثل أمريكي.

### فبراير
- 2 فبراير – إميلي روز ممثلة أمريكية.
- 2 فبراير – لانس أولريد لاعب كرة سلة أمريكي.
- 3 فبراير – أليسا ريس ممثلة أمريكية.
- 4 فبراير – جيسون كابونو لاعب كرة سلة من الولايات المتحدة الأمريكية.
- 5 فبراير – سارا فوستر ممثلة أمريكية.
- 5 فبراير – نورا زهتنر ممثلة أمريكية.
- 9 فبراير – جون ووكر ليندا
- 9 فبراير – لوك وايتهيد لاعب كرة سلة أمريكي.
- 10 فبراير – ألويسيوس أناجوني لاعب كرة سلة أمريكي.
- 10 فبراير – اوزو ادوبا ممثلة أمريكية.
- 10 فبراير – جنيفر هوبكنز لاعبة كرة مضرب أمريكية.
- 10 فبراير – يوليوس جنكينز لاعب كرة سلة أمريكي.
- 11 فبراير – كيلي رولاند
- 13 فبراير – لوك ريدنور لاعب كرة سلة أمريكي.
- 14 فبراير – كارا لوسون لاعبة كرة سلة من الولايات المتحدة الأمريكية.
- 15 فبراير – أوليفيا
- 16 فبراير – كينتل وودز لاعب كرة سلة أمريكي.
- 17 فبراير – باريس هيلتون
- 17 فبراير – جوزيف غوردون-ليفيت
- 17 فبراير – ريدل بوكر ملاكم من الولايات المتحدة الأمريكية.
- 18 فبراير – نيك هورفاث لاعب كرة سلة من الولايات المتحدة الأمريكية.
- 19 فبراير – آر تي غوين لاعب كرة سلة من الولايات المتحدة الأمريكية.
- 19 فبراير – كايل مارتينو لاعب كرة قدم أمريكي.
- 20 فبراير – أدريان لامو صحفي وهاكر وعالم حاسوبيات أمريكي.
- 20 فبراير – والتر رايت ملاكم من الولايات المتحدة الأمريكية.
- 22 فبراير – ديفيد مارتن لاعب كرة مضرب أمريكي.
- 23 فبراير – جوش غاد ممثل أمريكي.
- 23 فبراير – لافيل بلانشارد لاعب كرة سلة من الولايات المتحدة الأمريكية.
- 26 فبراير – ديمتريوس غروس
- 27 فبراير – أندريس رودريغيز لاعب كرة سلة بورتوريكي.
- 27 فبراير – جوش غروبان

### مارس
- 2 مارس – برايس دالاس هوارد ممثلة أمريكية.
- 3 مارس – إد كاربنتر سائق سيارة سباق من الولايات المتحدة الأمريكية.
- 3 مارس – ديفيد بيلي لاعب كرة سلة أمريكي.
- 3 مارس – ستيفن لويفانو ملاكم من الولايات المتحدة الأمريكية.
- 4 مارس – كورتيس ميلاج لاعب كرة سلة أمريكي.
- 5 مارس – كريس أريولا ملاكم من الولايات المتحدة الأمريكية.
- 5 مارس – هارون دي أوكونيل فيزيائي أمريكي.
- 8 مارس – جيسيكا جايمس ممثلة إباحية أمريكية.
- 11 مارس – أنتوني هدسون
- 11 مارس – ديفيد أندرز
- 11 مارس – ليتويا لوكيت
- 12 مارس – آرون هاربر لاعب كرة سلة من الولايات المتحدة الأمريكية.
- 13 مارس – أبريل ماتسون ممثلة أمريكية.
- 15 مارس – يونج باك
- 17 مارس – كايل كورفر لاعب كرة سلة من الولايات المتحدة الأمريكية.
- 17 مارس – نيكي جام
- 18 مارس – جون باري نوسوم لاعب كرة قدم برمودي.
- 18 مارس – كاسب باول لاعب كرة سلة أمريكي.
- 18 مارس – كدريك براون لاعب كرة سلة أمريكي.
- 19 مارس – كيسي ياكوبسن لاعب كرة سلة من الولايات المتحدة الأمريكية.
- 20 مارس – ترافيس واتسون لاعب كرة سلة من الولايات المتحدة الأمريكية.
- 20 مارس – جيك هوفمان ممثل ومخرج أمريكي.
- 23 مارس – جوزيف فورت لاعب كرة سلة أمريكي.
- 24 مارس – مايك آدامز لاعب كرة قدم أمريكي.
- 25 مارس – خوسيه دي أرماس لاعب كرة مضرب فنزويلي.
- 25 مارس – كايسي نايستات
- 26 مارس – فلوريانا ليما ممثلة أمريكية.
- 28 مارس – جوليا ستايلز ممثلة أمريكية.
- 31 مارس – ريان بينغهام موسيقي أمريكي.
- 31 مارس – ريجي مور لاعب كرة سلة أمريكي.
- 31 مارس – ماركوس راميريز ملاكم من الولايات المتحدة الأمريكية.

### أبريل
- 2 أبريل – بيثاني جوي لينز
- 3 أبريل – ديشون ستيفنسون لاعب كرة سلة أمريكي.
- 4 أبريل – آدم هيس لاعب كرة سلة ألماني.
- 6 أبريل – اليزا كوبيه ممثلة أمريكية.
- 7 أبريل – كيلي غراي لاعب كرة قدم من الولايات المتحدة الأمريكية.
- 10 أبريل – كيني ساترفيلد لاعب كرة سلة أمريكي.
- 12 أبريل – بول راست ممثل أمريكي.
- 13 مارس – أبريل ماتسون ممثلة أمريكية.
- 17 أبريل – تشارلي هوفهايمر ممثل أمريكي.
- 17 أبريل – فنسنت ياربره لاعب كرة سلة أمريكي.
- 18 أبريل – تيم بيكيت لاعب كرة سلة أمريكي.
- 18 أبريل – ديريك أوباسوهان لاعب كرة سلة نيجيري.
- 18 أبريل – كيه بي شارب لاعبة كرة سلة أمريكية.
- 21 أبريل – جميل ووكر لاعب كرة قدم من الولايات المتحدة الأمريكية.
- 22 أبريل – لويس كولازو ملاكم من الولايات المتحدة الأمريكية.
- 24 أبريل – تايلور دينت لاعب كرة مضرب أمريكي.
- 25 أبريل – تشيستر ماسون لاعب كرة سلة من الولايات المتحدة الأمريكية.
- 28 أبريل – أليكس رايلي مصارع محترف من الولايات المتحدة الأمريكية.
- 28 أبريل – جيسيكا ألبا
- 29 أبريل – ريجي لوف سياسي أمريكي.
- 30 أبريل – كوينتون روس لاعب كرة سلة أمريكي.

### مايو
- 2 مايو – روبرت باكلي ممثل أمريكي.
- 3 مايو – جوش تلمن
- 8 مايو – ميكا سلوت
- 9 مايو – كريس ماكليلان لاعب كرة قدم من الولايات المتحدة الأمريكية.
- 10 مايو – كوكو أرتشيبونغ
- 11 مايو – أوستن أوبراين ممثل أمريكي.
- 12 مايو – أندريه براون لاعب كرة سلة أمريكي.
- 12 مايو – رامي مالك ممثل أمريكي.
- 12 مايو – لورا غرانفيل لاعبة كرة مضرب من الولايات المتحدة.
- 15 مايو – جايمي لين شيغلر
- 17 مايو – درو نيكولاس لاعب كرة سلة أمريكي.
- 19 مايو – إيرين ثورن
- 20 مايو – جنيفر كيس
- 20 مايو – ريتشل بلاتن
- 20 مايو – ليندسي تايلور لاعبة كرة سلة أمريكية.
- 21 مايو – إدسون بادل لاعب كرة قدم أمريكي.
- 21 مايو – سكوت آرنسون عالم أمريكي، يعمل بالحوسبة الكمية ونظرية الحوسبة المعقدة.
- 22 مايو – إريك بوتوراك لاعب كرة مضرب أمريكي.
- 22 مايو – دانيال برايان مصارع محترف أمريكي.
- 25 مايو – لوغان توم
- 26 مايو – تاي هودجز ممثل أمريكي.
- 26 مايو – كريغ كالاهان لاعب كرة سلة أمريكي.
- 28 مايو – لورا بايلي
- 29 مايو – ألتون فورد لاعب كرة سلة أمريكي.
- 29 مايو – أندرس هولم
- 29 مايو – جستين تشون ممثل أمريكي.
- 31 مايو – مورغان بايج

### يونيو
- 1 يونيو – إيمي شومر
- 1 يونيو – براندي كارلايل
- 1 يونيو – سماش باركر لاعب كرة سلة من الولايات المتحدة الأمريكية.
- 2 يونيو – جون فافرو سياسي أمريكي.
- 2 يونيو – فيلفيت سكاي
- 4 يونيو – تي جاي ميلر
- 4 يونيو – كيندال هولت ملاكم من الولايات المتحدة الأمريكية.
- 6 يونيو – برنت داربي لاعب كرة سلة أمريكي.
- 6 يونيو – جاكسون فرومان لاعب كرة سلة من الولايات المتحدة الأمريكية.
- 6 يونيو – شيريل فورد لاعبة كرة سلة من الولايات المتحدة الأمريكية.
- 10 يونيو – جوناثان بينيت ممثل أمريكي.
- 12 يونيو – جيريمي هوارد ممثل أمريكي.
- 13 يونيو – كريس إيفانز ممثل أمريكي.
- 14 يونيو – فرانسيس فيرويل ستارلايت موسيقي أمريكي.
- 15 يونيو – ماري هارف سياسية من الولايات المتحدة.
- 18 يونيو – سكوتر براون
- 20 يونيو – أليسان بورتر
- 20 يونيو – بريدي هانغيلاند لاعب كرة قدم نرويجي.
- 20 يونيو – ديفيد بيل لاعب كرة سلة من الولايات المتحدة الأمريكية.
- 21 يونيو – براد ووكر
- 24 يونيو – فانيسا راي
- 25 يونيو – ريكاردو وليامس ملاكم من الولايات المتحدة الأمريكية.
- 28 يونيو – جون واتس
- 29 يونيو – جو جونسون لاعب كرة سلة أمريكي.
- 29 يونيو – رون سلاي لاعب كرة سلة أمريكي.

### يوليو
- 1 يوليو – أورلاندو كروز
- 5 يوليو – آدم تشب لاعب كرة سلة أمريكي.
- 5 يوليو – ريان هانسن ممثل أمريكي.
- 6 يوليو – لاتويا توماس لاعبة كرة سلة أمريكية.
- 7 يوليو – سينيستر قايتس موسيقي أمريكي.
- 8 نوفمبر – يوليوس جونسون لاعب كرة سلة أمريكي.
- 8 يوليو – شالان فلاناغان
- 8 يوليو – لانس غروس ممثل أمريكي.
- 10 فبراير – يوليوس جنكينز لاعب كرة سلة أمريكي.
- 12 يوليو – أبيغيل سبيرز لاعبة كرة مضرب أمريكية.
- 16 يوليو – ديزموند بنيجار لاعب كرة سلة أمريكي.
- 16 يوليو – زاك راندولف لاعب كرة سلة أمريكي.
- 17 يوليو – جويل جونز لاعب كرة سلة بورتوريكي.
- 17 يوليو – كيبوي جونسون منافِس أوليمبي من الولايات المتحدة الأمريكية.
- 20 يوليو – جيمس سينغلتون لاعب كرة سلة أمريكي.
- 21 يوليو – جيسون كونلي لاعب كرة سلة أمريكي.
- 21 يوليو – راشيم رايت لاعب كرة سلة أردني.
- 21 يوليو – روميو سانتوس
- 22 يوليو – فاندانغو
- 23 يوليو – بول ويزلي ممثل أمريكي.
- 24 يوليو – برنارد كينغ لاعب كرة سلة من الولايات المتحدة الأمريكية.
- 24 يوليو – سمر غلاو
- 25 يوليو – كونور كيسي لاعب كرة قدم أمريكي.
- 27 يوليو – بول وليامز ملاكم من الولايات المتحدة الأمريكية.
- 28 يوليو – بيلي آرون براون ممثل أمريكي.
- 28 يوليو – نيل كيسي
- 28 يوليو – ويلي جرين لاعب كرة سلة أمريكي.
- 30 يوليو – نيكي هايدن متسابق دراجات نارية من الولايات المتحدة الأمريكية.
- 30 يوليو – هوب سولو لاعبة كرة قدم أمريكية.
- 31 يوليو – جون إدواردز لاعب كرة سلة من الولايات المتحدة الأمريكية.
- 31 يوليو – م. شادوز

### أغسطس
- 1 أغسطس – سالي بريسمان ممثلة أمريكية.
- 2 أغسطس – إبي إري لاعب كرة سلة أمريكي.
- 2 أغسطس – تشارلي شيفر
- 2 أغسطس – موريس فينلي لاعب كرة سلة أمريكي.
- 3 أغسطس – ترافيس ويلينغهام ممثل أمريكي.
- 3 أغسطس – داميان سانداو مصارع محترف من الولايات المتحدة الأمريكية.
- 4 أغسطس – أبيغيل سبنسر ممثلة أمريكية.
- 4 أغسطس – ميجان ماركل ممثلة أمريكية وخطيبة الأمير هاري.
- 5 أغسطس – جيسي ويليامز
- 5 أغسطس – كارل كروفورد لاعب كرة قاعدة من الولايات المتحدة الأمريكية.
- 6 أغسطس – ليزلي أودوم جونيور
- 8 أغسطس – ميجان جود
- 9 أغسطس – جارفيس هايز لاعب كرة سلة أمريكي.
- 12 أغسطس – ستيف تالي ممثل أمريكي.
- 14 أغسطس – إيرل بارون لاعب كرة سلة أمريكي.
- 14 أغسطس – ري ويليام جونسون
- 14 أغسطس – سكوت ليبسكي لاعب كرة مضرب من الولايات المتحدة.
- 15 أغسطس – برندان هانسن سباح أمريكي.
- 16 أغسطس – تايلور رين
- 16 أغسطس – دومونيك جونز لاعب كرة سلة من الولايات المتحدة الأمريكية.
- 17 أغسطس – أنتوني تومسون ملاكم من الولايات المتحدة الأمريكية.
- 18 أغسطس – ديفيد ينغ لاعب كرة سلة من الولايات المتحدة الأمريكية.
- 20 أغسطس – بايرون ساكستون
- 21 أغسطس – روس توماس ممثل أمريكي.
- 23 أغسطس – أنتوني دوبينس
- 23 أغسطس – كارمن لوفانا ممثلة إباحية أمريكية.
- 24 أغسطس – أنطونيو ميكينغ لاعب كرة سلة أمريكي.
- 24 أغسطس – تشاد مايكل موراي
- 25 أغسطس – رايتشل بيلسن ممثلة أمريكية.
- 27 أغسطس – ديميتريا ماكيني
- 29 أغسطس – براندون تروست
- 29 أغسطس – براين تشيسكي
- 31 أغسطس – بلينيتي بيرسون لاعبة كرة سلة من الولايات المتحدة الأمريكية.
- 31 أغسطس – تي جاي كامينغز لاعب كرة سلة أمريكي.

### سبتمبر
- 1 سبتمبر – أندرو ويسنيوسكي لاعب كرة سلة أمريكي.
- 1 سبتمبر – بويد هولبروك
- 3 سبتمبر – آدم جمال كريج ممثل أمريكي.
- 4 سبتمبر – بيونسيه موسيقية من الولايات المتحدة الأمريكية.
- 6 سبتمبر – براندون سيمبسون عداء سرعة جامايكي.
- 6 سبتمبر – دونالد كول لاعب كرة سلة أمريكي.
- 10 سبتمبر – جاي وليامز لاعب كرة سلة من الولايات المتحدة الأمريكية.
- 11 سبتمبر – نايجل مور لاعب كرة سلة أمريكي.
- 12 سبتمبر – جنيفر هدسون
- 12 سبتمبر – جيريل بلاسينغيم لاعب كرة سلة أمريكي.
- 12 سبتمبر – ريكاردو مارش لاعب كرة سلة أمريكي.
- 14 سبتمبر – أشلي روبرتس
- 15 سبتمبر – جيم فورد ممثل ومخرج أمريكي.
- 16 سبتمبر – ألكسيس بلدل ممثلة أمريكية.
- 16 سبتمبر – تشاز ويذرسبون ملاكم من الولايات المتحدة الأمريكية.
- 17 سبتمبر – غريف فورست
- 18 سبتمبر – أنجيلو رييس لاعب كرة سلة بورتوريكي.
- 18 سبتمبر – جينيفر تيسديل ممثلة أمريكية.
- 18 سبتمبر – هاتي جونسون لاعبة رماية من الولايات المتحدة الأمريكية.
- 18 سبتمبر – هان يي-سيول
- 20 سبتمبر – كريستل ستيوارت
- 21 سبتمبر – جيريكا هينتون ممثلة أمريكية.
- 21 سبتمبر – نيكول ريتشي
- 22 سبتمبر – اشلي اكشتاين ممثلة أمريكية.
- 24 سبتمبر – درو جودين لاعب كرة سلة من الولايات المتحدة الأمريكية.
- 26 سبتمبر – ديفيد ويغل صحفي من الولايات المتحدة الأمريكية.
- 26 سبتمبر – سيرينا ويليامز لاعبة كرة مضرب أمريكية.
- 26 سبتمبر – كريستينا ميليان
- 27 سبتمبر – سايثيريا
- 30 سبتمبر – كاترين كرايفيلد لاعبة كرة سلة أمريكية.

### أكتوبر
- 1 أكتوبر – أماندا كلايتون ممثلة أمريكية.
- 1 أكتوبر – مايك ويلكنسون لاعب كرة سلة أمريكي.
- 2 أكتوبر – إروين دادلي لاعب كرة سلة أمريكي.
- 2 أكتوبر – جيمس سيريتاني لاعب كرة مضرب من الولايات المتحدة.
- 2 أكتوبر – مات فريج
- 3 أكتوبر – سيث غابيل ممثل أمريكي.
- 7 أكتوبر – ديزمون فارمر لاعب كرة سلة أمريكي.
- 7 أكتوبر – يلينا ينسن
- 8 أكتوبر – برايان تشيس لاعب كرة سلة أمريكي.
- 9 أكتوبر – داريوس مايلز لاعب كرة سلة أمريكي.
- 9 أكتوبر – زاكري تي برايان ممثل أمريكي.
- 13 أكتوبر – أنخيل فيغيروا لاعب كرة سلة بورتوريكي.
- 13 أكتوبر – جاريد إيمرسون جونسون
- 14 أكتوبر – جوردن بروير ممثل أمريكي.
- 15 أكتوبر – كيشيا كول
- 16 أكتوبر – ألان غوردون لاعب كرة قدم أمريكي.
- 16 أكتوبر – بويد ميلسون ملاكم من الولايات المتحدة الأمريكية.
- 18 أكتوبر – غراهام مور
- 19 أكتوبر – غابرييل دنيس ممثلة أمريكية.
- 22 أكتوبر – جون بويد ممثل أمريكي.
- 22 أكتوبر – مايكل فيشمان
- 23 أكتوبر – مورغان ميرفي
- 24 أكتوبر – جيل كينتنر درّاجة طريق من الولايات المتحدة الأمريكية.
- 24 أكتوبر – كريس بوكر لاعب كرة سلة من الولايات المتحدة الأمريكية.
- 25 أكتوبر – جوش هندرسون
- 29 أكتوبر – أماندا بيرد
- 30 أكتوبر – ألفين سنو لاعب كرة سلة أمريكي.
- 30 أكتوبر – إيفانكا ترامب سيدة أعمال أمريكية، عارضة أزياء سابقة وابنة الرئيس الأمريكي دونالد ترامب.
- 30 أكتوبر – كريستوفر باكوس ممثل أمريكي.
- 30 أكتوبر – منى لي
- 30 أكتوبر – موريس بيلي لاعب كرة سلة أمريكي.
- 31 أكتوبر – ستيفن هنتر لاعب كرة سلة أمريكي.

### نوفمبر
- 1 نوفمبر – مات إل. جونز ممثل أمريكي.
- 3 نوفمبر – خوسيه سيلايا ملاكم من الولايات المتحدة الأمريكية.
- 6 نوفمبر – سارا تايلور لاعبة كرة مضرب أمريكية.
- 6 نوفمبر – فيسنتي إسكوبيدو ملاكم من الولايات المتحدة الأمريكية.
- 6 نوفمبر – لوك جاكسون لاعب كرة سلة أمريكي.
- 8 نوفمبر – براد ديفيس لاعب كرة قدم أمريكي.
- 8 نوفمبر – تايلور كوبينراث لاعب كرة سلة أمريكي.
- 8 نوفمبر – جوسلين دوناهو ممثلة أمريكية.
- 8 نوفمبر – يوليوس جونسون لاعب كرة سلة أمريكي.
- 9 نوفمبر – سكوتي طومسون ممثلة أمريكية.
- 10 نوفمبر – رايباك
- 11 نوفمبر – فرانكي شاو ممثلة أمريكية.
- 12 نوفمبر – أنتوني أندرسن لاعب كرة سلة من الولايات المتحدة الأمريكية.
- 14 نوفمبر – فانيسا باير
- 17 نوفمبر – شانان كليك عارضة من الولايات المتحدة الأمريكية.
- 18 نوفمبر – أليسون تولمان ممثلة أمريكية.
- 18 نوفمبر – مايك جونز
- 18 نوفمبر – ميكيا كوكس
- 19 نوفمبر – ماركوس بانكس لاعب كرة سلة من الولايات المتحدة الأمريكية.
- 24 نوفمبر – جارد كوهن
- 25 نوفمبر – باربرا بيرس بوش
- 25 نوفمبر – جاريد جيفريز لاعب كرة سلة أمريكي.
- 25 نوفمبر – جينا بوش
- 25 نوفمبر – شيفون تروتمان لاعب كرة سلة أمريكي.
- 25 نوفمبر – ماركوس تايلور لاعب كرة سلة أمريكي.
- 28 نوفمبر – إيريك رون مصارع محترف من الولايات المتحدة الأمريكية.
- 30 نوفمبر – جوناثان كوبنهافر

### ديسمبر
- 2 ديسمبر – ديريك زيمرمان لاعب كرة سلة أمريكي.
- 4 ديسمبر – كروتني جوماز
- 8 ديسمبر – ماثيو أوتن لاعب كرة سلة أمريكي.
- 9 ديسمبر – ماردي فيش لاعب كرة مضرب أمريكي.
- 11 ديسمبر – ريبيكاه برونسون لاعبة كرة سلة أمريكية.
- 13 ديسمبر – إيمي لي
- 16 ديسمبر – براندين نايت
- 16 ديسمبر – سيدريك بانكس لاعب كرة سلة أمريكي.
- 16 ديسمبر – كريستين ريتر ممثلة أمريكية.
- 17 ديسمبر – تريمل داردن لاعب كرة سلة من الولايات المتحدة الأمريكية.
- 19 ديسمبر – دريك دينر لاعب كرة سلة أمريكي.
- 19 ديسمبر – ناجي توربين ملاكم من الولايات المتحدة الأمريكية.
- 20 ديسمبر – رويال آيفي لاعب كرة سلة أمريكي.
- 24 ديسمبر – كريس باكانا لاعب كرة سلة فلبيني.
- 25 ديسمبر – مانويل نارفيز لاعب كرة سلة بورتوريكي.
- 28 ديسمبر – براين فيرا ملاكم من الولايات المتحدة الأمريكية.
- 28 ديسمبر – سينا ميلير
- 31 ديسمبر – دافين وايت لاعب كرة سلة أمريكي.
- 31 ديسمبر – مايكل شولمان ممثل أمريكي.

## وفيات

### يناير
- 1 يناير – ديفيد ليتمان (مواليد 1906)
- 5 يناير – هارولد يوري (مواليد 1893)
- 10 يناير – تشينك كروسين (مواليد 1924) لاعب كرة سلة من الولايات المتحدة الأمريكية.
- 19 يناير – فرانشيسكا وودمان (مواليد 1958) مصورة أمريكية.
- 23 يناير – صامويل باربر (مواليد 1910) ملحن أمريكي.

### فبراير
- 2 فبراير – دونالد دوغلاس (مواليد 1892)
- 5 فبراير – إيلا تامبوسي غراسو (مواليد 1919) سياسية من الولايات المتحدة الأمريكية.
- 22 فبراير – مايكل مالتيز (مواليد 1908)

### أبريل
- 8 أبريل – عمر برادلي (مواليد 1893) سياسي أمريكي.
- 11 أبريل – جيمس هاغرتي (مواليد 1909) صحفي أمريكي.
- 12 أبريل – جو لويس (مواليد 1914)
- 26 أبريل – جيم ديفيس (مواليد 1909) ممثل أمريكي.
- 26 أبريل – مايج ايفانز (مواليد 1909)
- 28 أبريل – ميكي ووكر (مواليد 1901) ملاكم من الولايات المتحدة الأمريكية.

### مايو
- 18 مايو – ويليام سارويان (مواليد 1908) كاتب أمريكي.
- 23 مايو – جورج جيسيل (مواليد 1898)
- 25 مايو – روزا بونسيل (مواليد 1897)

### يوليو
- 22 يوليو – فرانك سولواي (مواليد 1883) لاعب كرة مضرب أمريكي.
- 23 يوليو – هارفي فليتشر (مواليد 1884) فيزيائي أمريكي.

### أغسطس
- 4 أغسطس – ميلفين دوغلاس (مواليد 1901) ممثل أمريكي.
- 18 أغسطس – جون إف هينيسي (مواليد 1900) لاعب كرة مضرب أمريكي.
- 24 أغسطس – ويليام إف دين (مواليد 1899) عسكري من الولايات المتحدة الأمريكية.

### سبتمبر
- 3 سبتمبر – رنسيس ليكرث (مواليد 1903)
- 24 سبتمبر – باتسي كيلي (مواليد 1910) ممثلة أمريكية.
- 27 سبتمبر – روبرت مونتغمري (مواليد 1904)

### أكتوبر
- 5 أكتوبر – غلوريا غراهام (مواليد 1923) ممثلة أمريكية.
- 15 أكتوبر – فرانك دي كوفا (مواليد 1910)
- 16 أكتوبر – ستانلي كليمنتس (مواليد 1926) ممثل أمريكي.
- 25 أكتوبر – باربرا بيدفورد (مواليد 1903) ممثلة أمريكية.

### نوفمبر
- 7 نوفمبر – ويل ديورانت (مواليد 1885) فيلسوف، مؤرخ وكاتب أمريكي.
- 16 نوفمبر – ويليام هولدن (مواليد 1918) ممثل أمريكي.
- 25 نوفمبر – جاك ألبرتسون (مواليد 1907)
- 29 نوفمبر – ناتالي وود (مواليد 1938) ممثلة أمريكية.

### ديسمبر
- 1 ديسمبر – تاف جوردن (مواليد 1915)
- 2 ديسمبر – فرانسيس هنتر (مواليد 1894) لاعب كرة مضرب من الولايات المتحدة.
- 2 ديسمبر – واليس هاريسون (مواليد 1895) مهندس معماري أمريكي.
- 6 ديسمبر – هاري هارلو (مواليد 1905) عالم نفس أمريكي.
- 15 ديسمبر – كارل ستراس (مواليد 1886)
- 29 ديسمبر – فيليب هاندلر (مواليد 1917)